# Aiii Shot the DJ
"Aiii Shot The DJ" è una canzone del gruppo tedesco Scooter. È stata pubblicata nell'agosto 2001 come secondo e ultimo singolo dal loro ottavo album in studio We Bring the Noise!.

## Video musicale
Il video musicale presenta il comico tedesco Helge Schneider come DJ a Timmendorfer Strand.

## Tracce
CD singolo
1. Aiii Shot the DJ (Radio Version) – 3:30
2. Aiii Shot the DJ (Extended Version) – 4:52
3. Aiii Shot the DJ (Bite the Bullet Mix) – 6:38
4. Aiii Shot the DJ Video (Multimedia Part)

12-inch singolo
1. Aiii Shot the DJ (Extended Version) – 4:52
2. Aiii Shot the DJ (Bite the Bullet Mix) – 6:38

Download
1. Aiii Shot the DJ (Radio Version) – 3:30
2. Aiii Shot the DJ (Extended Version) – 4:52
3. Aiii Shot the DJ (Bite the Bullet Mix) – 6:38